# روبرت تي هنري
روبرت تي هنري (بالإنجليزية: Robert T. Henry)‏ هو عسكري أمريكي، ولد في 27 نوفمبر 1923 في غرينفيل في الولايات المتحدة، وتوفي في 3 ديسمبر 1944 في ألمانيا.